# Кущевський район
Кущевський район є найпівнічнішим районом  Краснодарського краю.Адміністративний центр - Кущевська. Площа 237,2 тис. га, з них 215,4 тис. га - сільськогосподарських угідь, зокрема 192,0 тис. га ріллі. На території району розташоване 72 населених пункта, 13 сільських округів. Населення 73 тис. осіб.

## Історія
Район засновано у 1924, до 1934 район входив до складу Донського Округа Північнокавказького краю. У 1934, Північнокавказький край укрупнений на Північнокавказький  і Азовсько-Черноморский краї. Кущевський район відносився до Азовсько-Чорноморського краю. У 1937, увійшов до складу Краснодарського краю.

## Адміністративний поділ
Територія Кущевського району складається з: 
12 сільських поселень: 
| Сільське поселення                   | Центр                 | Кількість СНП | Населення, чол. |
| ------------------------------------ | --------------------- | ------------- | --------------- |
| Глебівське сільське поселення        | хутір Глебівка        | 3             | 1 821           |
| Ільїнське сільське поселення         | село Ільїнське        | 3             | 1 352           |
| Кисляківське сільське поселення      | станиця Кисляківська  | 2             | 5 601           |
| Краснополянське сільське поселення   | хутір Красна Поляна   | 3             | 1 064           |
| Красносельське сільське поселення    | село Красне           | 5             | 6 411           |
| Кущевське сільське поселення         | станиця Кущевська     | 12            | 32 986          |
| Новомихайлівське сільське поселення  | село Новомихайлівське | 4             | 1 702           |
| Первомайське сільське поселення      | селище Первомайський  | 8             | 5 344           |
| Полтавченское сільське поселення     | село Полтавченське    | 4             | 1 119           |
| Раздольненське сільське поселення    | село Раздольне        | 10            | 3 753           |
| Средньочубуркське сільське поселення | хутір Середні Чубурки | 11            | 3 506           |
| Шкуринське сільське поселення        | станиця Шкуринська    | 9             | 4 863           |

## Економіка
Кущевський район є агропромисловим. Основні напрями виробничій діяльності сільськогосподарських підприємств: виробництво зерна, соняшнику, цукрового буряка, молока, м'яса, вирощування овочевих, баштанних, плодових культур.
Промисловість району представлена крупними і середніми, малими і підсобними підприємствами наступних галузей:   
- харчовою і переробною;
- машинобудування і металообробки
- будівельних матеріалів
- деревообробною
- легкою

## Відомі особистості
У районі народився:
- Кеда Олексій Іванович (* 1940) — радянський поет, письменник (с. Новоіванівка).